# Estrela de tecnécio
As estrelas de tecnécio são estrelas cujo espectro revela a presença do elemento tecnécio. As primeiras estrelas deste tipo foram descobertas em 1952, proporcionando a primeira prova direta da nucleossíntese estelar, quer dizer, a fabricação de elementos mais pesados a partir de outros mais leves no interior das estrelas. Como os isótopos mais estáveis de tecnécio têm uma vida média de alguns milhões de anos, a única explicação para a presença deste elemento no interior das estrelas é que foi criado num passado relativamente recente. Observou-se tecnécio em algumas estrelas M, estrelas MS, estrelas MC, estrelas S, e estrelas C.
Entre as estrelas de tecnécio mais conhecidas cabe destacar R Hydrae, T Ceti e Ji Cygni (χ Cyg).